# Adventkerk (West-Souburg)
De Adventkerk, tot 2006 de Sint Martinuskerk, is een kerkgebouw aan de Kerklaan 17-19 in West-Souburg, een wijk in Vlissingen, provincie Zeeland. Het gebouw werd in 1938 gebouwd als rooms-katholieke bijkerk van de parochie van Vlissingen. Gedurende de Tweede Wereldoorlog werd het gebouw door de Duitsers gebruikt als militair lazaret. Na de oorlog werd het gebouw weer in gebruik genomen door de rooms-katholieken en in 1966 vergroot, nadat het in 1964 een zelfstandige parochiekerk was geworden. Vanaf 1999 vonden er geen wekelijkse erediensten meer plaats. In 2005 werd het gebouw verkocht aan de zevendedagsadventisten.

## Ontstaan
Sinds 1572 was er geen rooms-katholieke gemeente meer in West-Souburg, nadat de oude kerk was verwoest en een hersteld deel in gebruik was genomen door de hervormden. Desondanks bleef er een rooms-katholieke gemeenschap bestaan in de omgeving van Souburg. Zij kerkten in Middelburg en in Vlissingen. In 1913 werd de vereniging tot behartiging van de r.k. belangen te Oost- en West-Souburg en Abelen opgericht. De vereniging had als belangrijkste doel om een bijkerk te stichten in Souburg. Aanvankelijk was de vereniging niet erg succesvol.
In de jaren 1930 ontstond er een nieuwe impuls nadat de parochie Vlissingen in 1934 een nieuwe pastoor kreeg, J.B.M. Timp. Met hulp uit de gemeenteraad werd op 1 juli 1938 een bouwvergunning verleend. Op 25 oktober 1938 werd de eerste steen gelegd door L. Dolle, pastoor van Goes en deken van Middelburg. Hij werd geassisteerd door pastoor Timp. Reeds op 8 december 1938 kon het gebouw worden ingewijd door Dolle. Rond 1938 telde de roomse gemeenschap in Souburg ongeveer 250 leden, waarvan de helft naar de kerk ging. Met de bouw van de nieuwe kerk werd gehoopt dat meer mensen naar de kerk zouden gaan.
Tijdens de Tweede Wereldoorlog werd het gebouw gevorderd door de Duitse bezetter en in gebruik genomen als lazaret. In 1944 raakte de kerk beschadigd door de inundatie van Walcheren. In 1947 werd de kerk hersteld door de kerkleden. Het aantal leden nam daarna sterk toe.
In augustus 1964 werd Souburg een zelfstandige parochie die 870 leden telde. In 1966 werd het gebouw vergroot en vernieuwd. Hierbij werd ook een Mariabeeld uit Beauraing in de kerk geplaatst. Op 22 oktober 1966 kon het vernieuwde en vergrote gebouw weer in gebruik worden genomen.
Vanaf oktober 1999 werden in de kerk geen wekelijkse diensten meer gehouden. Er vonden er nog enkel speciale diensten zoals rouw- en trouwdiensten plaats.

## Verkoop
Op 15 juni 2005 werd het gebouw verkocht aan de gemeente Middelburg-Vlissingen. Deze gemeente van zevendedagsadventisten was in 2004 ontstaan na fusie van de adventgemeentes in Vlissingen en Middelburg en kreeg de naam gemeente Zeeland. Kerkdiensten werden sindsdien gehouden in een bijgebouw van De Ark in Oost-Souburg. In maart 2006 kon het kerkgebouw in gebruik worden genomen en heet sindsdien Adventkerk. De kerk werd in de loop van 2023 voorzien van meer comfort, zoals vloerverwarming, De gemeente bestaat al langere tijd uit zo'n 70 gedoopte leden, maar, onder andere in het toeristenseizoen, kent deze gemeente vele bezoekers van verschillende nationaliteiten.
Tot juli 2017 werd de Adventkerk op zondag ook gebruikt door de pinkstergemeente Shalom. Deze gemeente was in 1995 ontstaan door verschillende afsplitsingen van de pinkstergemeente van Vlissingen en telde ongeveer twintig leden. In 2017 werd de gemeente Shalom opgeheven vanwege interne conflicten.

## Orgel
Voor de Rooms Katholieke Parochie van Souburg bouwde de amateur-orgelbouwer R. Sinke een klein pijporgel. Het ontwerp voor het orgel en de orgelkast is gemaakt door de heer J. Burema uit Hilversum. In dit instrument is uitsluitend houten pijpwerk gebruikt. Met hulp van een aantal parochianen werd dit orgel in 1977 in de parochiekerk geplaatst. .
Bij de verkoop van het kerkgebouw aan het Kerkgenootschap der Zevende-dags Adventisten bleef het orgel in de kerk staan. In de eerste helft van 2007 kreeg het orgel een grote onderhoudsbeurt.